# Félix Roosemont
Félix Roosemont, né le 14 mai 1925, est un ancien joueur belge de basket-ball.